# George Phillips Bond
George Phillips Bond (Dorchester, 20 de maio de 1825 — Cambridge, 17 de fevereiro de 1865) foi um astrônomo estadunidense.
Os seus primeiros interesses científicos foram a natureza e as aves, mas após a morte do seu irmão mais velho William Cranch Bond Jr. sentiu-se obrigado a seguir o pai William Cranch Bond no campo da astronomia. Sucedeu-lhe como diretor do Harvard College Observatory entre 1859 e a sua morte. O seu primo era Edward Singleton Holden, primeiro diretor do Observatório Lick.
Bond tirou a primeira fotografia de uma estrela em 1850 (Vega) e de uma estrela dupla em 1857 (Mizar); sugeriu que a fotografia podia ser usada para medir a magnitude aparente de uma estrela, e descobriu numerosos cometas, calculando as suas órbita. Bond também estudou Saturno e a Nebulosa de Órion. Juntamente com o seu pai descobriu a lua de Saturno Hipérion (que também foi independentemente descoberta por William Lassell). Além das suas contribuições para a Astronomia, Bond também cartografou as Montanhas Brancas de Nova Hampshire.
Foi premiado com a Medalha de Ouro da Royal Astronomical Society in 1865.
Morreu de tuberculose.

## Epônimos
- 767 Bondia
- Monte Bond, West Bond, e Bondcliff nas Montanhas Brancas, todas têm o seu nome.
- A cratera G. Bond na Lua tem o seu nome, tal como a cratera Bond em Marte.
- O albedo de Bond, importante na descrição do balanço energético de um planeta, deve-lhe o nome.
- Uma região de Hipérion é designada "Bond-Lassell Dorsum"
- O asteroide (767) Bondia homenageia George Philips Bond e o seu pai.
- O intervalo de Bond entre os anéis de Saturno homenageia George Philips Bond e o seu pai.